# Lipotriches umbiloensis
Lipotriches umbiloensis là một loài Hymenoptera trong họ Halictidae. Loài này được Cockerell mô tả khoa học năm 1916.